# 蕭亮 (南梁)
始興王蕭亮（？—6世紀），南蘭陵郡蘭陵縣人，南朝梁始興忠武王蕭憺之子。

## 生平
南朝梁天監二年（503年），始興王世子夭折。後改立蕭亮為始興王世子。普通三年十一月甲午（522年12月9日），始興王蕭憺去世。普通六年（525年），世子蕭亮服闋，襲封始興嗣王，歷官不詳。
最晚至大同年間（535年－546年），蕭亮已經去世，子蕭毅襲封始興蕃王。
女繁昌县主，嫁给王琮，后离婚。